# Lumaco
Lumaco is een gemeente in de Chileense provincie Malleco in de regio Araucanía. Lumaco telde 9.548 inwoners in 2017 en heeft een oppervlakte van 1119 km².